# هوآکراتانکا
هوآکراتانکا (به اسپانیایی: Huacratanca) یک کوه در پرو است که در پرو واقع شده‌است. هوآکراتانکا ۵٬۰۲۴ متر بالاتر از سطح دریا واقع شده‌است.